# La Face perdue (nouvelle)
La Face perdue (titre original : Lost Face) est une nouvelle de Jack London, publié aux États-Unis en 1908. En France, elle a paru pour la première fois en 1925.

## Historique
La nouvelle est publiée initialement dans  le New York Herald le 13 décembre 1908, avant d'être reprise dans le recueil Lost Face en mars 1910.

## Résumé
Un homme polonais se retrouve captif aux mains de natifs américains. Alors qu'il est sur le point de se faire torturer, une idée lui vient à l'esprit afin d'échapper à la douleur et à la honte que ses bourreaux pourraient lui infliger.

## Éditions

### Éditions en anglais
- Lost Face, dans le New York Herald, 13 décembre 1908.
- Lost Face, dans le recueil Lost Face, New York ,The Macmillan Co, mars 1910.

### Traductions en français
- La Face perdue, traduction de Paul Gruyer et Louis Postif in Candide, journal, Paris, Hachette, 12 novembre 1925
- La Face perdue, traduction de Paul Gruyer et Louis Postif in Le Jeu du ring, recueil, Paris, Hachette, 1928
- La Face perdue, traduction de Paul Gruyer et Louis Postif, in Construire un feu, recueil, 10/18, 1977.
- Perdu-la-Face, traduction de Paul Gruyer & Louis Postif revue et complétée par Frédéric Klein, in Construire un feu, recueil, Phébus, 2007.

## Sources
- (en) Jack London's Works by Date of Composition
- http://www.jack-london.fr/bibliographie